# Janne Vängman på nya äventyr
Janne Vängman på nya äventyr är en svensk komedifilm från 1949. Det var den andra av fyra Janne Vängman-filmer baserade på Johan Rudolf Sundströms sex böcker om Janne Vängman.

## Handling
Janne Vängman hjälper en dräng att få ihop pengar till en påstådd skuld.

## Om filmen
Filmen spelades in den 13 maj–4 augusti 1949 i AB Europa Studio i Sundbyberg och på ett flertal platser i Ångermanland, bland andra Nordingrå och Härnösand.
Den hade premiär den 16 september 1949 och var då tillåten från 15 år. Den 2 juli 1969 granskades en något kortare version av filmen som då tilläts från 11 år. Filmen har även visats på SVT.

## Rollista
- Adolf Jahr - Janne Vängman från Stigsjö
- Artur Rolén - Erik Nordiäng från Risnäset
- Svea Holst - Malin, Jannes gumma
- Bengt Blomgren - Gustaf, dräng hos Stor-August
- Sigbrit Molin - Kristina, lillpiga hos Stor-August
- Mimi Nelson - Dorotea, Stor-Augusts dotter
- Birger Åsander - Stor-August Uhlin
- Agda Helin - Hilma, hans hustru
- Göthe Grefbo - Enok Holm, skogvaktare
- Carl Ström - patron Gellerstedt
- Lars Seligman - Lundin, fjärdingsman
- John Ekman - Burman, kapten
- Helga Brofeldt - Dahlkvista, skvallerkäring
- Wiktor "Kulörten" Andersson - Eldare-Pelle
- Erik Strandell - komministern
- Harald Emanuelsson - poliskonstapeln i Härnösand
- Oscar Qvarnström - Sundman, nämndeman
- Albin Erlandzon - Däldén
- Gösta Gustafson - Lars Vreding
- David Erikson - Ljungman, krögare i Härnösand
- Barbro Fleege - den unga krogpigan
- Bellan Roos - Ida Däldén
- Toivo Pawlo - handelsman Lövman

### Ej krediterade
- Harry Dahlgren - Erik, man på krogen
- Millan Olsson - äldre krogpiga
- Knut Lundgren - slagskämpe på krogen
- Sonja Rolén - Emma, Gellerstedts hushållerska
- Mauritz Strömbom - julottebesökare
- Gunnar Ek - organisten
- Bengt Berger - ung man på krogen
- John W. Björling - äldre man på krogen
- Karl-Erik Forsgårdh - man på krogen
- Gunnar Johansson - ung man på auktionen
- Signar Lind - stand-in för Adolf Jahr

### Bortklippta i den slutliga filmen
- Walter Sarmell
- Otto Adelby

## Musik i filmen
- Gubben och gumman, instrumental
- När juldagsmorgon glimmar, instrumental
- Staffansvisan, instrumental
- Stilla natt, heliga natt, instrumental
- Var hälsad, sköna morgonstund, musik Philipp Nicolai, svensk text Johan Olof Wallin
- Postludium, musik Gustaf Kruse, instrumental
- Han hade seglat för om masten, musik Felix McGlennon, instrumental
- Tjo, flöjt, musik Erik Baumann, instrumental
- Kloka gubben, musik Erik Baumann, instrumental